# Macrocera fasciata
Macrocera fasciata är en tvåvingeart som beskrevs av Johann Wilhelm Meigen 1804. Macrocera fasciata ingår i släktet Macrocera och familjen platthornsmyggor. Arten är reproducerande i Sverige. Inga underarter finns listade i Catalogue of Life.